# Assassination Classroom
Assassination Classroom (暗殺教室, Ansatsu Kyōshitsu, lit. Aula d'assassinat) és una sèrie de manga escrita i il·lustrada per Yusei Matsui. La història segueix la vida quotidiana de Koro-sensei, un peculiar mestre amb l'aparença semblant a la d'un pop, i la dels seus estudiants, la principal tasca dels quals és assassinar aquest mestre per evitar que la Terra sigui destruïda. Es va serialitzar a la revista setmanal Shūkan Shōnen Jump de l'editorial Shūeisha del 2 de juliol de 2012 al 25 de març de 2016, i va finalitzar amb 21 volums. A setembre de 2016, el manga d'Assassination Classroom tenia una xifra d'unes 20 milions de còpies en circulació al Japó. Panini Comics va llicenciar-ne el manga per a Espanya el 2014.
El 2013, Brain's Base va adaptar el manga a un OVA individual, el qual es va projecta al Jump Festa d'aquell any. Un segon OVA de 10 minuts es va emetre a la Jump Festa 2014 amb el nom d'Ansatsu Kyoushitsu: Deai no Jikan, que feia de pròleg de la futura adaptació a l'anime. Així doncs, el 9 de gener de 2015 se'n va estrenar una adaptació a anime produïda per Lerche i estrenada a Fuji TV.
El 7 de gener de 2016 es va estrenar una segona temporada de l'anime, que va durar fins al 30 de juny de 2016 i va tenir un total de vint episodis. El 19 de novembre del mateix any, es va estrenar una pel·lícula animada anomenada Assassination Classroom the Movie: 365 days. El 21 de març de 2015, es va estrenar una pel·lícula d'imatge real homònima, i una seqüela, Ansatsu Kyōshitsu: Sotsugyō-hen, es va estrenar el 25 de març del 2016.
La sèrie d'anime s'ha doblat al català.

## Argument
La Terra es veu amenaçada per un poderós monstre que va destruir el 70% de la Lluna amb el seu poder, deixant-la permanentment en forma de quart creixent. El monstre afirma que d'aquí a un any, la Terra també serà destruïda per ell, però ofereix a la humanitat una oportunitat per evitar aquest destí. Aquest monstre comença a treballar de mestre a la classe 3-E de l'institut de secundària Kunugigaoka, els estudiants de la qual tenen l'objectiu de assassinar-lo. El govern japonès promet una recompensa de 10 mil milions de iens a qualsevol dels estudiants que aconsegueixi matar el monstre. Els estudiants anomenen al monstre "Koro-sensei" (殺せんせー, Korosensē), una combinació de les paraules Korosenai (殺せない, impossible de matar) i sensei (先生, professor). No obstant això, els alumnes aviat descobreixen que s'enfronten a una tasca gairebé impossible de dur a terme, en part a causa que Koro-sensei no només té diversos superpoders a la seva disposició, incloent-hi la capacitat de moure's a una velocitat de mach 20, sinó que també resulta que és el millor mestre que han tingut al llarg de la seva vida, qui a més de ajudar-los a millorar les seves notes, també els ajuda a resoldre els seus problemes personals i perspectives per al futur.

## Personatges

### Professors
Koro-sensei (殺せんせー, Koro-sensei)
Veu: Masaya Onosaka (vomic), Tomokazu Seki (OVA i J-Stars Victory VS), Jun Fukuyama (anime), Eduard Itchart (català)
En Koro-sensei és el protagonista i antiheroi de la sèrie. És una criatura amb aspecte de pop de color groc i el professor de la classe 3-E de l'institut de secundària Kunugigaoka. És el responsable de la destrucció del 70% de la Lluna i té pensat destruir la Terra. Per evitar-ho el govern es veu forçat a complir la seva petició de convertir-lo en el professor de la classe 3-E, tot i així l'amenaça es manté a l'aire a menys que els seus alumnes l'assassinin. Pràcticament és invulnerable a les bales, míssils i a les armes blanques, el seu punt feble són les armes creades pel govern fetes de material "antiprofessor" el qual no és capaç de ferir un humà però són letals contra ell. És increïblement veloç, la seva màxima velocitat éscde Mach 20 (gairebé vint vegades la velocitat del so). A més d'això té uns reflexos impressionants que l'ajuden a evitar atacs i trets dels seus alumnes tot i que els llancin a boca de canó i tots al mateix temps i, de pas, gràcies a la seva velocitat, fer-li un manicura a qui li esquivi atacs, a manera de disculpa. Encara que a simple vista sembli un extraterrestre, en realitat és un ésser artificial creat per a fins dolents. Poc se sap del seu passat, per alguns diàlegs i records es pot inferir que alguna vegada va ser un ésser humà i que és professor a causa d'una promesa feta a una dona que en tenia cura al laboratori on va adquirir els tentacles.
Tadaomi Karasuma (烏丸 忠臣, Karasuma Tadaomi)
Veu: Kōsuke Toriumi (vomic), Jun'ichi Suwabe (OVA), Tomokazu Sugita (anime), Ferran Carnicero (català)
És un agent del govern que pretén eliminar en Koro-sensei. Exerceix com a professor d'educació física de la classe 3-E per a ensinistrar els estudiants en l'art de l'assassinat i ajudar-los a liquidar el seu objectiu. Anteriorment, solia ser un instructor d'elit de l'exèrcit i, per tant, és expert en tot tipus d'art d'autodefensa. Els seus alumnes l'aprecien i l'admiren; al seu torn, en Karasuma confia bastant en les seves habilidadades i reconeix el potencial que hi veu. La seva personalitat és seriosa la major part del temps.
Irina Jelavić (イリーナ・イェラビッチ, Irīna Yerabicchi)
Veu: Masumi Asano (vomic), Yui Horie (OVA), Shizuka Itō (anime), Melania Pérez (català)
És una assassina professional que va ser contractada pel govern per aniquilar en Koro-sensei. Acaba per convertir-se en la professora d'anglès de la classe 3-E, i inicialment utilitzava el seu encant per seduir al seu objectiu i eliminar-lo. No obstant això, el seu primer intent d'assassinat va fallar quan en Koro-sensei va noquejar als tres mercenaris que la Irina havia contractat per disparar-lo. La Irina va veure això com una humiliació davant de tots els estudiants i va jurar venjar-se'n. Normalment ensenya als estudiants a seduir a persones d'altres països i a aprendre llengües estrangeres. En contra de la seva voluntat, els seus estudiants l'anomenen "Professora Bitch" (ビッチ先生, Bicchi-sensei, Bitch significa «meuca» en anglès).

### Estudiants de la Classe 3-E
Nagisa Shiota (潮田 渚, Shiota Nagisa)
Veu: Nozomi Yamamoto (vomic), Nao Tōyama (OVA), Mai Fuchigami (anime), Alex Molina (català)
En Nagisa és el protagonista i narrador de la història. És un noi d'aparença andrògina, tant és així que alguns dels seus companys fins i tot creien que era una noia. En Nagisa és vist com un dels estudiants més febles en la classe a causa de la seva petita alçada i capacitats físiques mediocres. No obstant això, té molt de talent i és l'únic dels estudiants de la Classe 3-E que té el potencial per convertir-se en assassí, cosa que veuen tant en Koro-sensei com en Karasuma. Normalment acostuma a analitzar els punts febles d'en Koro-sensei, encara que realment no té gaire interès a eliminar-lo. En Nagisa és excepcionalment amable i educat, tot i amagar un costat més fosc com a assassí, una característica que només es deixa veure durant els entrenaments i quan la situació ho requereix.
Karma Akabane (赤羽 カルマ, Akabane Karuma)
Veu: Nobunaga Shimazaki (vomic), Nobuhiko Okamoto (OVA i anime), Marc Gómez (català)
En Karma té una gran intel·ligència, i és el millor alumne de tots els de tercer, però a causa del seu comportament violent va acabar expulsat de la seva classe, de manera que el van enviar a la classe E. Els anys anteriors havia estat anant també a la mateixa classe que en Nagisa. Té trets de psicòpata i el que més desitja és ridiculitzar, humiliar i matar en Koro-sensei encara que per això hagi de sacrificar-se. És un dels personatges més forts de l'Institut Kunugigaoka. Sol faltar a les classes que no li agraden o que se li facin molt costerudes. Va ser el primer a aconseguir fer-li mal significatiu a en Koro-sensei (li va arrencar un braç quan es van conèixer).
Kaede Kayano (茅野 カエデ, Kayano Kaede)
Veu: Yō Taichi (vomic), Ayana Taketatsu (OVA), Aya Suzaki (anime), Irene Garrés (català)
És una estudiant de la classe 3-E. La Kaede és qui li dona nom a en Koro-sensei. No sap nedar i pel que sembla té complexe amb els seus pits, ja que sembla que s'engada quan veu pits grossos. Li encanten els dolços, fins a tal punt que va fer un flam gegant amb una bomba interna per intentar liquidar en Koro-sensei, però els seus instints la van trair i no va poder matar-lo d'aquesta manera. La seva germana era l'antiga professora de la classe E i després de veure la seva mort va decidir que en mataria el culpable. Més tard es descobreix que té implantats un parell de tentacles que més tard en Koro-sensei li arrenca després que en Nagisa li fes un petó i es desmaiés. Després del petó, la Kayano demostra més els seus sentiments a en Nagisa.
Tomohito Sugino (杉野 友人, Sugino Tomohito)
Veu: Yūtarō Honjō (OVA), Yoshitaka Yamaya (anime), Lluís Gustems (català)
Abans d'entrar a la classe 3-E formava part del club de beisbol, però el mateix club li va prohibir participar-hi a causa del seu baix rendiment i això li va fer perdre la confiança. Després d'un intent fallit de liquidar en Koro-sensei, ell el porta fins a Nova York on analitza un dels jugadors professionals de beisbol més importants. Després analitza en Sugino i li diu que no té les mateixes qualitats que aquell jugador, però que en té de pròpies.
Ritsu (律)
Veu: Saki Fujita (anime), Nerea Alfonso (català)
És una anomenada "Artilleria Fixa d'Intel·ligència Autònoma" que va ser transferida a la Classe 3-E per obra del govern per assassinar en Koro-sensei. Va ser registrada com una estudiant, per tant, en Koro-sensei no pot atacar-la ni desmantellar-la pel seu acord amb el govern de no fer cap mal a cap dels seus alumnes. Cada vegada que falla un atac, la Ritsu evoluciona per si sola i millora els seus intents, estudiant els patrons d'autodefensa de l'objectiu. Encara que sigui només una estudiant artificial, és molt simpàtica gràcies a les modificacions d'en Koro-sensei per avenir-se bé amb els alumnes i el seu entorn. La filla del supervisor d'en Karasuma fa de doble per assistir als exàmens en el seu lloc i mantenir les aparences.
Yuma Isogai (磯貝 悠馬, Isogai Yūma)
Veu: Yūto Uemura (OVA), Ryōta Ōsaka (anime), Marc Torrents (català)
És el president de la classe 3-E, considerat el guapo de la classe. La raó per anar a la classe 3-E és perquè va trencar les regles de l'escola. Treballa de cambrer a temps parcial, ja que és bastant pobre i la seva mare està molt malalta. És molt popular amb les noies de l'escola i fins i tot amb les dones grans. També és un dels millors en combat de cos a cos. En els primers exàmens, va obtenir la millor nota a socials de tot tercer.
Meg Kataoka (片岡 メグ, Kataoka Megu)
Veu: Chie Matsuura (anime), Àngels Ribalta (català)
És la delegada de la classe 3-E, ex-membre del club de natació. Va ser enviada a la classe 3-E per les males notes. És molt popular amb els nois i noies per igual, sent una "ikemen", de manera que la anomenen "Ikemegu". És una de les millors en combat de cos a cos i en natació.
Kotaro Takebayashi (竹林 考太郎, Takebayashi Kōtarō)
Veu: Takahiro Mizushima (anime), Jaume Cuartero (català)
És el setciències de la classe. Tot i que sembla un intel·lectual, no va gaire a classes, raó per la qual va ser enviat a la classe 3-E. Prové d'una família de metges, de manera que el seu pare no el comprèn bé i el tracta com un inútil. No obstant això, gràcies als ensenyaments d'en Koro-sensei, millora bastant. S'especialitza en els explosius.
Yukiko Kanzaki (神崎 由希子, Kanzaki Yukiko)
Veu: Rina Satō (OVA), Satomi Satō (anime), Aina Lluch (català)
És una jove provinent d'una família de classe alta, els pares de la qual només es preocupen per la seva bona formació acadèmica i estatus social. És una jove diligent i apropiada. La Kanzaki no destaca gaire, però és popular amb tots en la classe i gairebé no hi ha persona que es negui a tenir-la a prop, però té un costat diferent de noia rebel i divertida que pocs coneixen: li agraden els videojocs i vestir-se com les altres persones de classe mitjana per sortir de la rutina diària de noia rica de la seva família.
Manami Okuda (奥田 愛美, Okuda Manami)
Veu: Miho Arakawa (OVA), Sayuri Yahagi (anime), Jennifer Zaragoza (català)
És una estudiant de la classe 3-E que utilitza diversos aspectes de la química al seu favor en l'assassinat. La Manami es mostra ingènua, innocent i honesta. De fet, un dia vol donar verí en Koro-sensei i l'avisa del seu contingut i li demana que se'l begui de manera educada. La Manami admet que és terrible amb el llenguatge i la parla, a més de tenir dificultats per comunicar-se amb altres persones a causa d'això. La Manami té traça en les fórmules matemàtiques i químiques perquè les solucions són precises i sense ambigüitats, i considera els jocs de paraules i l'anàlisi de les emocions complicades innecessaris. Després de la lliçó d'en Koro-sensei, gradualment comprèn el concepte que el poder del llenguatge també és important, i no simplement la ciència per si sola.
Rio Nakamura (中村 莉桜, Nakamura Rio)
Veu: Manami Numakura (anime), Irene Miras (català)
És la millor en l'assignatura d'anglès de la classe 3-E. Li deien geni a l'escola primària i sol tenir una actitud molt animada i despreocupada, semblant a la d'en Karma. Sol molestar en Nagisa pel que fa al seu gènere, fins al punt de transvestir-lo. La Nakamura va ser la primera a oposar-se a la idea d'en Nagisa de salvar en Koro-sensei. Somia a ser diplomàtica i té una personalitat una mica "tsundere", ja que després de fer la guitza a en Nagisa dient el que ella li importa sense pensar en ell, li demana perdó, però més tard torna a insultar-lo i a riure-se'n.
Yuzuki Fuwa (不破 優月, Fuwa Yuzuki)
Veu: Kana Ueda (anime), Marta Moreno (català)
És una fanàtica dels mangues, els misteris i les històries de detectius, fins al punt que pot resoldre enigmes i problemes que poden ser una mica confusos per als altres.
Sosuke Sugaya (菅谷 創介, Sugaya Sōsuke)
Veu: Eiji Miyashita (anime), Joan Ruiz (català)
És l'artista de la classe. És el millor en crear disfresses de camuflatge i màscares amb un toc molt realista. La raó per la qual va acabar a la classe 3-E és eperquè estava més dedicat a l'art i a la pintura que als estudis.
Hiroto Maehara (前原 陽斗, Maehara Hiroto)
Veu: Kenn (OVA), Shintarō Asanuma (anime), David Jenner (català)
És el faldiller de la classe, i sol flirtejar amb diverses noies a la vegada. És un dels millors en combat de cos a cos.
Hinata Okano (岡野 ひなた, Okano Hinata)
Veu: Minami Tanaka (anime), Tatiana Supervia (català)
Ex-membre del club de gimnàstica rítmica, és una de les millors en combat de cos a cos del grup de les noies.
Hinano Kurahashi (倉橋 陽菜乃, Kurahashi Hinano)
Veu: Hisako Kanemoto (anime), Maria Romeu (català)
Estudiant de la classe 3-E. Pel que sembla per les seves reaccions i per la seva forma de dir-ho, té certa atracció pel professor Karasuma. És la més tranquil·la del grup i té gust per la biologia, especialment els insectes, ja que sol capturar-ne a la muntanya i a les rodalies del vell edifici. És molt amable i gairebé sempre té un somriure a la cara.
Ryunosuke Chiba (千葉 龍之介, Chiba Ryūnosuke)
Veu: Junji Majima (anime), Jordi Domènech (català)
És un els estudiants masculins de la classe 3-E, sent el millor franctirador del grup al costat d'en Hayami. La seva característica és que mai se li veuen els ulls. L'única vegada que se li veuen és en l'episodi 20 de la primera temporada de l'anime.
Rinka Hayami (速水 凛香, Hayami Rinka)
Veu: Shiho Kawaragi (anime), Eva Ordeig (català)
És una les estudiants femenines de la classe 3-E, sent la millor franctiradora al costat d'en Chiba. Té una personalitat bastant tsundere, tot i que estima les coses tendres, cosa que no comparteix amb ningú a excepció d'en Chiba, qui és el seu millor amic.
Masayoshi (Justice) Kimura (木村 正義 (ジャスティス), Kimura Masayoshi (Justice))
Veu: Shunsuke Kawabe (anime), Marcos de la Calle (català)
És un estudiant de la classe 3-E. El seu nom peculiar nom solia ser objecte de burla a causa que significa "justícia", nom que els seus pares li van col·locar en ser policies apassionats per la justícia. Inicialment preferia que li diguessin Masayoshi, que és la paraula japonesa per justícia, però en Koro-sensei li diu que no ha d'avergonyir-se del seu nom i el convenç de fer-lo servir. En Kimura també és un dels millors en atacants sigilosos de la classe.
Taiga Okajima (岡島 大河, Okajima Taiga)
Veu: Ryo Naitou (anime), Jaume Cuartero (català)
És el pervertit de la classe 3-E. Molts cops es passa el temps llegint revistes amb contingut pornogràfic, i fins i tot, li agrada espiar les seves companyes. Fins i tot va fer un parany de revistes porno per atrapar en Koro-sensei, però aquesta idea no va funcionar.
Toka Yada (矢田 桃花, Yada Tōka)
Veu: Ayaka Suwa (anime), Iris Lago (català)
És la noia amb els pits més grossos de la classe. En el joc de nom clau l'anomenen "cueta amb pits". De les noies, ella va ser qui va aprendre més de la "professora Bitch" sobre l'art de la seducció en cert punt i també com sortir-se'n en les negociacions amb altres persones. Sembla que té amistat amb l'Okano i la Fuwa.
Sumire Hara (原 寿美鈴, Hara Sumire)
Veu: Miho Hino (anime), Eva Ordeig (català)
És una noia de la classe E rabassuda. Cuina bé i és bona amb les activitats domèstiques. El seu objectiu és ser una bona mestressa de casa.
Ryoma Terasaka (寺坂 竜馬, Terasaka Ryōma)
Veu: Subaru Kimura (anime), Sergio Olmo (català)
És el líder del grup de delinqüents de la classe E. En Terasaka tendia a molestar en moltes ocasions els més febles i inicialment odiava en Koro-sensei, però això va canviar quan li va donar a tots motius per seguir endavant. És un jove corpulent i fort, i sol sortir-se de paraules de la mateixa manera que en Karma. Va ser manipulat per en Shiro (tutor de l'Itona), per així poder matar a en Koro-sensei, però no sabia que el pla requeria sacrificis (és a dir, els seus propis companys de classe) i des de llavors guarda rancor cap a en Shiro. Més tard, durant les vacances d'estiu i en un intent de redimir-se i compensar els seus errors, acompanya el grup que va a la recerca de l'antídot tot i estar infectat, cosa que ningú havia notar, excepte en Nagisa. També va ajudar a calmar en Nagisa per evitar que cometés una bogeria en el seu enfrontament amb en Takaoka. A partir d'allà va començar a millorar la seva actitud, i van ser ell i la seva banda els qui van intentar ajudar a l'Itona després de ser abandonat per en Shiro, fent que més tard s'unís al seu grup.
Itona Horibe (堀部 糸な, Horibe Itona)
Veu: Megumi Ogata (anime), Xavier Castañer (català)
És un jove que va ser sotmès a les dolorosos i cruels experiments d'en Shiro. Tenint implantat tentacles similars als d'en Koro-sensei al seu cap, fent semblar i actuar igual que ell. Però va arribar a tal punt de tornar-se inestable, que en Shiro agafa el comandament de l'ordre de assassinar-ho. Però va ser salvat per en Koro-sensei i els estudiants de la classe E, i li van extirpar els tentacles. Té una actitud una mica tosca i arrogant, ja que només li interessa guanyar; a més que és un bon tècnic i elabora bons aparells d'espionatge (com un tanc a control remot amb càmera). Es va unir al grup d'en Terasaka, ja que ells van ser els primers a rebre'l amb els braços oberts. Igual que en Karma acostuma a dir el que pensa sense importar-ofendre els altres.
Takuya Muramatsu (村松 拓也, Muramatsu Takuya)
Veu: Kōki Hirasawa (anime), Sergi Mani (català)
Estudiant de la classe E, membre del grup d'en Terasaka. La seva família és propietària d'un restaurant de ramen de baixa qualitat, però tracta de mantenir-lo a un nivell alt. Del seu grup, és qui té millors notes.
Taisei Yoshida (吉田 大成, Yoshida Taisei)
Veu: Yoshiyuki Shimozuma (anime), Marcel Navarro (català)
És membre del grup d'en Terasaka. La seva fascinació per les motos es deu a la seva botiga, a causa que els seus pares són mecànics i venedors.
Kirara Hazama (狭間 綺羅々, Hazama Kirara)
Veu: Fūko Saitō (anime), Jennifer Zaragoza (català, 1a temporada), Glòria Cano (català, 2a temporada)
És l'única noia estudiant del grup d'en Terasaka. Es destaca per tenir un rostre molt esgarrifós i per tenir un gust estrany pel sinistre i les emocions fortes. En les seves pròpies paraules, la seva actitud i aparença es deu a l'ambient d'histèria que la seva mare generava a casa seva.
Koki Mimura (三村 航輝, Mimura Kōki)
Veu: Shinya Takahashi (anime), Jordi Domènech (català)
És aspirant a director de pel·lícules i li interessa tot el relacionat amb la cinematografia.

## Publicació

### Manga

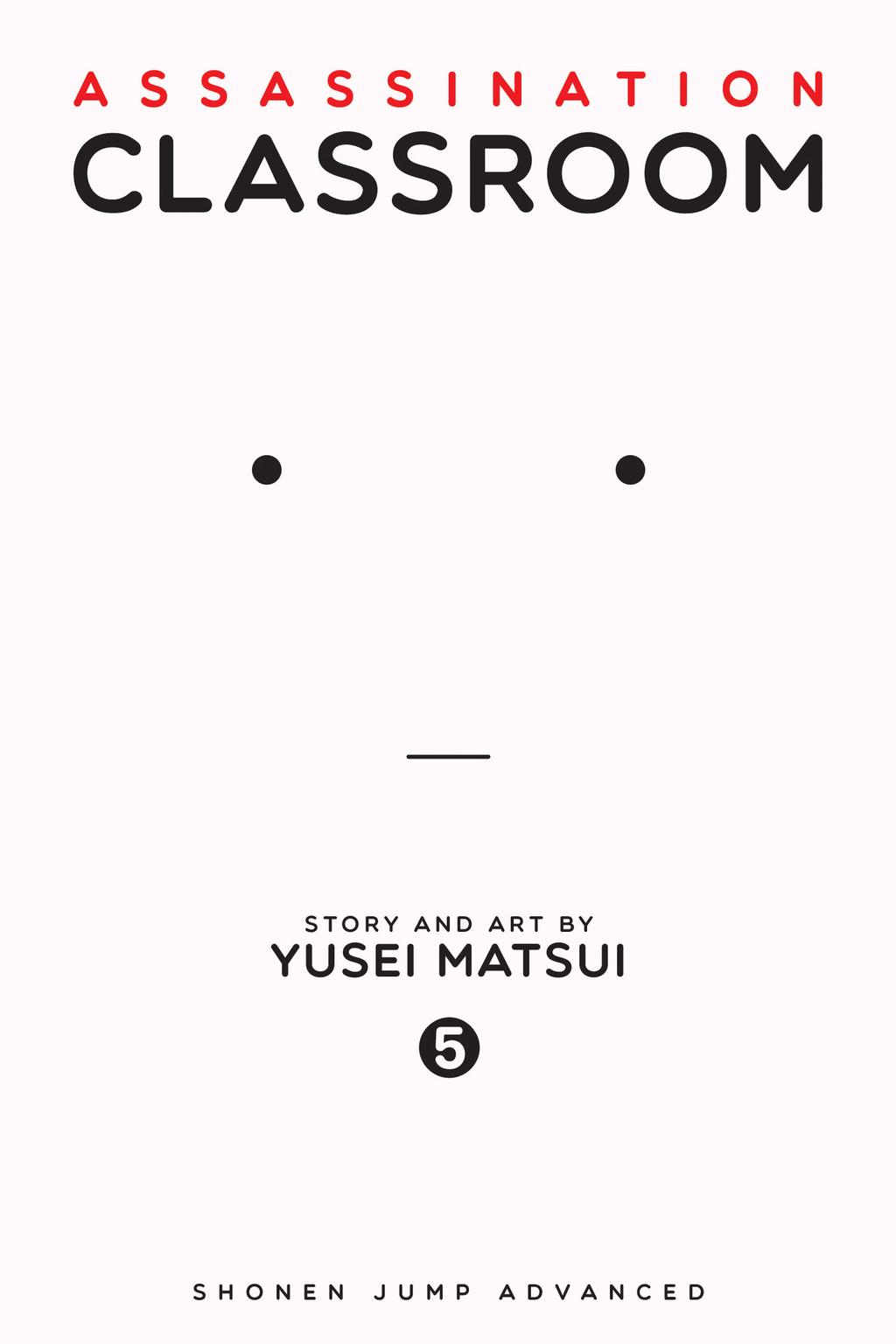
Coberta del cinquè volum del manga.

Assassination Classroom va ser escrit i il·lustrat per Yusei Matsui, i va començar a publicar-se a la revista setmanal Shūkan Shōnen Jump de Shueisha el 2 de juliol del 2012. La sèrie va ser recopilada en 21 volums tankobon, publicats entre el 2 de novembre de 2012 i el 4 de juliol de 2016. La primera tirada del primer volum va ser de 300.000 exemplars, però després de diverses edicions, se'n van acabar imprimint vora un 1 milió d'exemplars. El volum 12 es va publicar el 27 de desembre de al 2014. Un "VOMIC" (còmic de veu), que afegia fitxer de veu a les pàgines del manga, es va emetre al programa de varietats Jang Bang! entre gener i juny del 2013.

### Anime
Un OVA basat en el manga va ser produïda per Brain's Base per a la Jump Super Anime Tour 2013 com a episodi pilot, el qual aborda successos que posteriorment són remasteritzats durant la futura adaptació a l'anime. Es va emetre en 5 ciutats del Japó entre el 6 d'octubre i el 24 de novembre de 2013. Un segon OVA de 10 minuts es va emetre durant la Jump Festa 2014 amb el nom d'Ansatsu Kyoushitsu: Deai no Jikan, que feia de pròleg de la futura adaptació a l'anime.
Una sèrie d'anime basada en el manga es va començar a emetre a Fuji TV el 9 de gener de 2015, la primera temporada de la qual compta amb 22 episodis. L'anime el va dirigir Seiji Kishi de l'estudi Lerche, Kazuki Morita va dissenyar-ne els personatges i Makoto Uezu va ser-ne el guionista principal. El 7 de gener de 2016 es va estrenar una segona temporada de l'anime, que va comptar amb 25 episodis. Va acabar d'emetre's el 30 de juny del mateix any.
Al 29 Manga Barcelona, Selecta Visión va anunciar que doblaria Assassination Classroom al català juntament amb Overlord. Finalment, la primera temporada es va estrenar el 20 de març de 2024 a la plataforma AnimeBox; i el 22 de març, la segona.

### Pel·lícules d'imatge real
Una pel·lícula d'imatge real homònima es va estrenar al Japó el 21 de març del 2015. Ryosuke Yamada del grup japonès Hey! Say! JUMP va fer de protagonista i Kazunari Ninomiya del grup Arashi va donar veu al professor Koro-sensei. El dia d'estrena va arribar a la primera posició de la taquilla recaptant 3,42 milions de dòlars i a abril de 2015 n'havia recaptat més de 20 milions. Va ser la desena pel·lícula japonesa més taquillera de l'any 2015, havent recaptat 2770 milions de iens.
Una segona pel·lícula anomenada Ansatsu Kyōshitsu: Sotsugyō-hen es va estrenar el 25 de març de 2016, en la qual la majoria d'actors van reprendre els seus papers.

### Videojocs
El 12 de març de 2015 Bandai Namco Entertainment va treure a la venda al Japó un videojoc basat en la sèrie anomenat Ansatsu Kyōshitsu: Koro-sensei Dai Hōimō, per a Nintendo 3DS. El gener del mateix any, Bandai Namco va publicar un joc per a mòbils de la sèrie anomenat Ansatsu Kyōshitsu: Kakoikomi no Jikan. Una seqüela del joc de 3DS anomenada Ansatsu Kyōshitsu: Assassin Ikusei Keikaku!! va sortir a la venda al Japó el 24 de març de 2016.